# فیلیپ دو رمی
فیلیپ دو رمی (به فرانسوی: Philippe de Rémi sire de Beaumanoir) شاعر قرن سیزدهم میلادی اهل فرانسه است. وی همچنین به نام رمی سیر دو بومانوآر (به فرانسوی: Rémi sire de Beaumanoir) نیز شناخته می‌شود. وی در سال ۱۲۱۰ به دنیا آمد و در ۱۲۶۵ از دنیا رفت. خانواده وی از روستای رمی (به فرانسوی: Remy) در منطقه پیکاردی که در آن زمان جزئی از اسقف‌نشین بووه (به فرانسوی: Beauvais) بودند که هم‌اکنون جزئی از دپارتمان اوآز (به فرانسوی: département de l'Oise) بحساب می‌آید. در تاریخ فرانسه برای مدت زمان طولانی فیلیپ دو رمی را با پسرش فیلیپ دو بومانوآر (به فرانسوی: Philippe de Beaumanoir) اشتباه می‌گرفتند. فیلیپ دو رمی صاحب دو رمان منظوم بنام‌های لا مانکین (به فرانسوی: [] Error: {{Lang}}: فاقد متن (راهنما)) و ژهان و بلوند (به فرانسوی: Jehan et Blonde) است. دو رمی را پایه‌گذار سبک منظوم فاترازی (به فرانسوی: La fatrasie) نیز می‌دانند.